# Норонья, Мигел Карлуш Жозе де
Мигел Карлуш Жозе де Норонья (порт. Miguel Carlos José de Noronha; 6 ноября 1744, Лиссабон, королевство Португалия — 6 сентября 1803, там же) — португальский куриальный кардинал. Кардинал-дьякон с 16 мая по 6 сентября 1803.

## Биография
Мигел Карлуш Жозе де Норонья родился 6 ноября (или 15 ноября) 1744 года, в Лиссабоне — столице королевства Португалия. Мигел был четвёртым ребенком Альваро де Норонья Каштелу Бранку, 5-го графа Валадареша и Терезы-Жозефа де Норонья. Его фамилия также указывалась как Норонья-и-Абранчес; Норонья и Силва Абранш, и Норогнензис и Абранкензис.
Насчёт образования и даты рукоположения в священники информации нет. Каноник-архидиакон кафедрального собора в Лиссабоне. Председатель Королевской комиссии по экспертизе и цензуре книг.
Возведён в сан кардинала-дьякона на консистории от 16 мая 1803 года, Папой Пием  VII. Получил красную биретту апостольским бреве от 25 мая 1803 года, однако, умер прежде чем получил кардинальскую шапку и титулярную диаконию.
Скончался кардинал Мигел Карлуш Жозе де Норонья 6 сентября 1803 года, в Лиссабоне. Тело было выставлено для прощания и похоронено в Лиссабоне.